# Khổng tước công chúa (phim)
Khổng tước công chúa (tiếng Trung: 孔雀公主, tiếng Anh: Peacock princess) là một xuất phẩm điện ảnh do Trung Quốc và Lào phối hợp thực hiện trong giai đoạn 1980 - 1981 chủ yếu tại địa phận tỉnh Vân Nam.

## Nội dung
Truyện phim phỏng theo một truyền thuyết cổ xưa ở xứ Tây Song Bản Nạp, kể về mối tình gian truân của vương tử Triệu-thụ-đồn (Đường Quốc Cường) nước Mãnh-bản-trát và công chúa Nam-mục-xước-na (Lý Tú Minh) đến từ một vương quốc thần diệu xa xôi.

## Kỹ thuật
Với tổng kinh phí chỉ 500 ngàn nguyên, bộ phim đã thu về 600 triệu đồng chỉ trong cụm rạp Hoa lục. Tuy nhiên, chuyên gia chỉ xếp hạng B xét theo tiêu chí nghệ thuật.

### Diễn xuất
- Đường Quốc Cường... Triệu-thụ-đồn
- Lý Tú Minh... Nam-mục-xước-na
- Trần Cường... Mãnh-bản-trát quốc vương
- Tần Văn... Mãnh-bản-trát quốc vương hậu
- Thiệu Hoa... Vu sư
- Dương Hải Liên... Ỷ-hương
- Đái Triệu An... Nham-khảm
- Ngô Tố Cầm... Hạt-á bà
- Hình San... Tiểu tôn nữ
- Tiêu Húc... Mai-hãn

## Vinh danh
- Giải Phim xuất sắc nhất Liên hoan Điện ảnh Kim Kê lần thứ ba, 1983.
- Giải đặc biệt Liên hoan Điện ảnh Quốc tế Manila lần thứ nhì, 1984.
- Giải pha lê Liên hoan Điện ảnh Nhi đồng Tiệp Khắc lần thứ 14, 1985.